# Borne, Hạt Myślibórz
Borne [ˈbɔrnɛ] (German Borne) là một khu định cư ở khu hành chính của Gmina Dębno, thuộc hạt Myślibórz, West Pomeranian Voivodeship, ở tây bắc Ba Lan. Nó nằm khoảng 12 kilômét (7 mi) phía đông bắc Dębno, 16 km (10 mi) phía nam Myślibórz và 71 km (44 mi) phía nam thủ đô khu vực Szczecin.
Khu định cư có dân số 4 người.